# Phyllis Schlafly
Phyllis Mc Alpin Stewart Schlafly, née le 15 août 1924 à Saint-Louis (Missouri) et morte le 5 septembre 2016 à Ladue (Missouri), est une lobbyiste conservatrice américaine, connue pour ses positions anticommunistes, antiféministes et anti-avortement. Elle a accédé à la notoriété pour avoir empêché la ratification de l'Equal Rights Amendment en 1972, grâce au mouvement STOP ERA, et pour avoir fondé le lobby conservateur Eagle Forum (en), également en 1972.

## Biographie

### Jeunesse et formation
Phyllis Schlafly est l'aînée d'une fratrie de deux enfants, fille de John Bruce Stewart, un ingénieur commercial et fervent républicain, et d'Odile Dodge, une bibliothécaire. Après ses études secondaires, elle est admise à l'université Washington de Saint-Louis, où elle obtient un Bachelor of Arts (licence) en 1944 avec pour dominante la science politique. Elle finance ses études en travaillant dans une usine de munitions. Elle poursuit ses études universitaires au Radcliffe College, établissement réservé aux femmes rattaché à l'université Harvard, où elle obtient un Master of Arts en science politique en 1945. Plutôt que de passer un Ph.D (doctorat), elle préfère une approche militante sur le terrain. Ainsi, elle part à Washington (district de Columbia) pour travailler au sein d'un think tank conservateur, l'American Enterprise Institute. Déçue de la portée de son action militante, minime au regard de la puissance du gouvernement fédéral, Phyllis Schlafly retourne à Saint-Louis en 1946, où elle dirige la campagne du républicain Claude I. Bakewell (en) pour le siège de représentant du 11e district du Missouri à la Chambre des représentants, qui aboutit à sa victoire contre le sortant démocrate John B. Sullivan (en),,,,,.

### Carrière
En 1952, elle se présente à une élection pour le Congrès des États-Unis, mettant en avant son identité féminine lors de la campagne. Elle affirme notamment que « les femmes ayant toujours été les gardiennes de la moralité dans le foyer, cela ferait du bien [aux États-Unis] si elles exerçaient leur droit de vote pour restaurer la moralité au sein du gouvernement fédéral ». Tout au long de sa vie, elle valorise le rôle de mère au foyer même si en réalité, son engagement politique la rend plus active que bien des femmes salariées, une contradiction relevée par ses adversaires féministes. Afin de soutenir ce lobbying antiféministe, Phyllis Schlafly écrit une trentaine de livres.
Avec son mari et la sœur de ce dernier, Eleanor, elle milite dans la Cardinal Mindszenty Foundation, une organisation catholique et conservatrice fondée en 1958.
Elle auto-publie en 1964 un livre conspirationniste intitulé A Choice, Not an Echo, dans lequel elle avance que le Parti républicain est secrètement dirigé par une élite d'intellectuels cosmopolites autour du groupe Bilderberg, voulant paver la voie au communisme mondial.

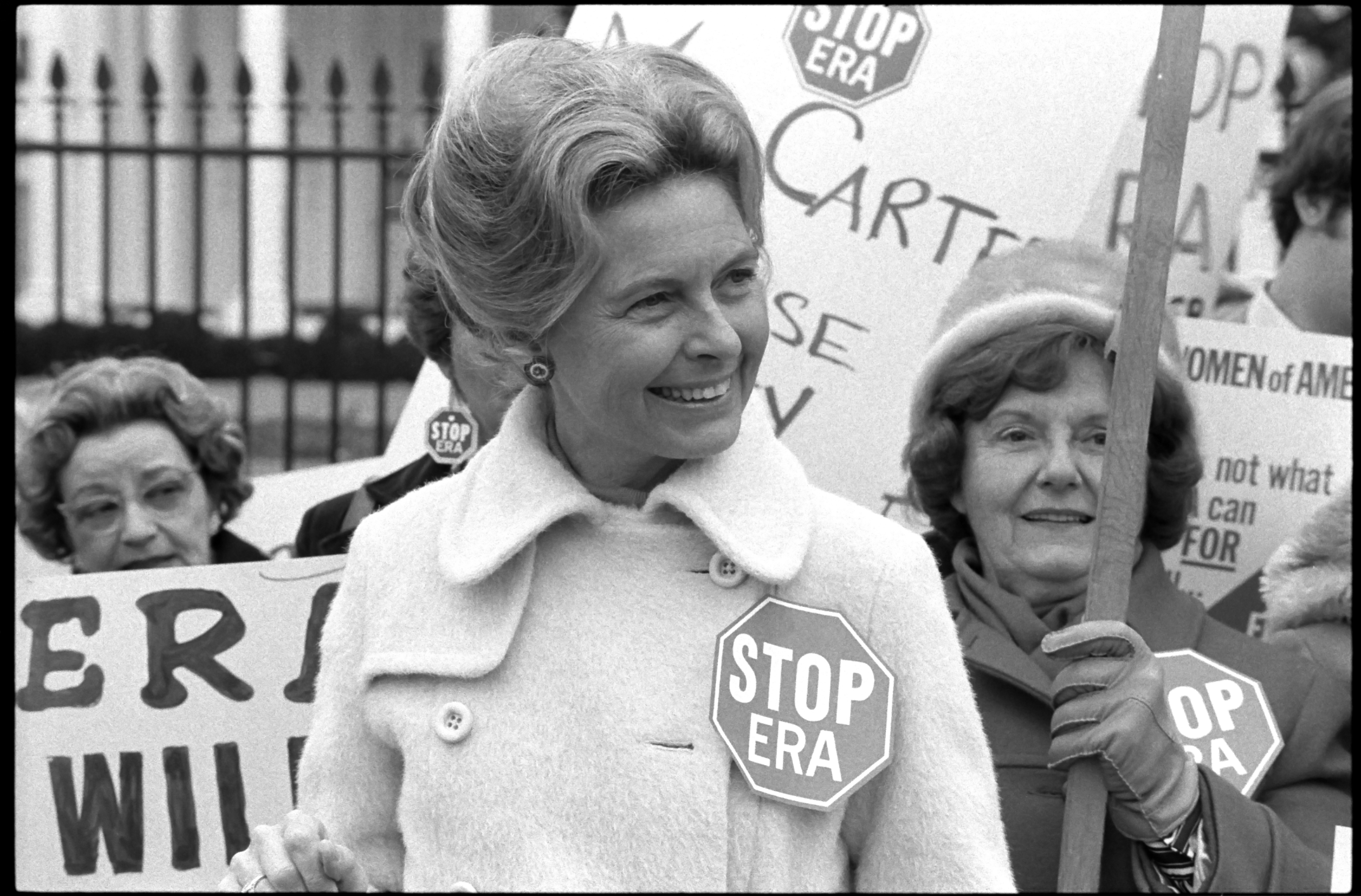
Phyllis Schlafly avec un badge « Stop ERA » lors d'une manifestation devant la Maison-Blanche, en 1977.

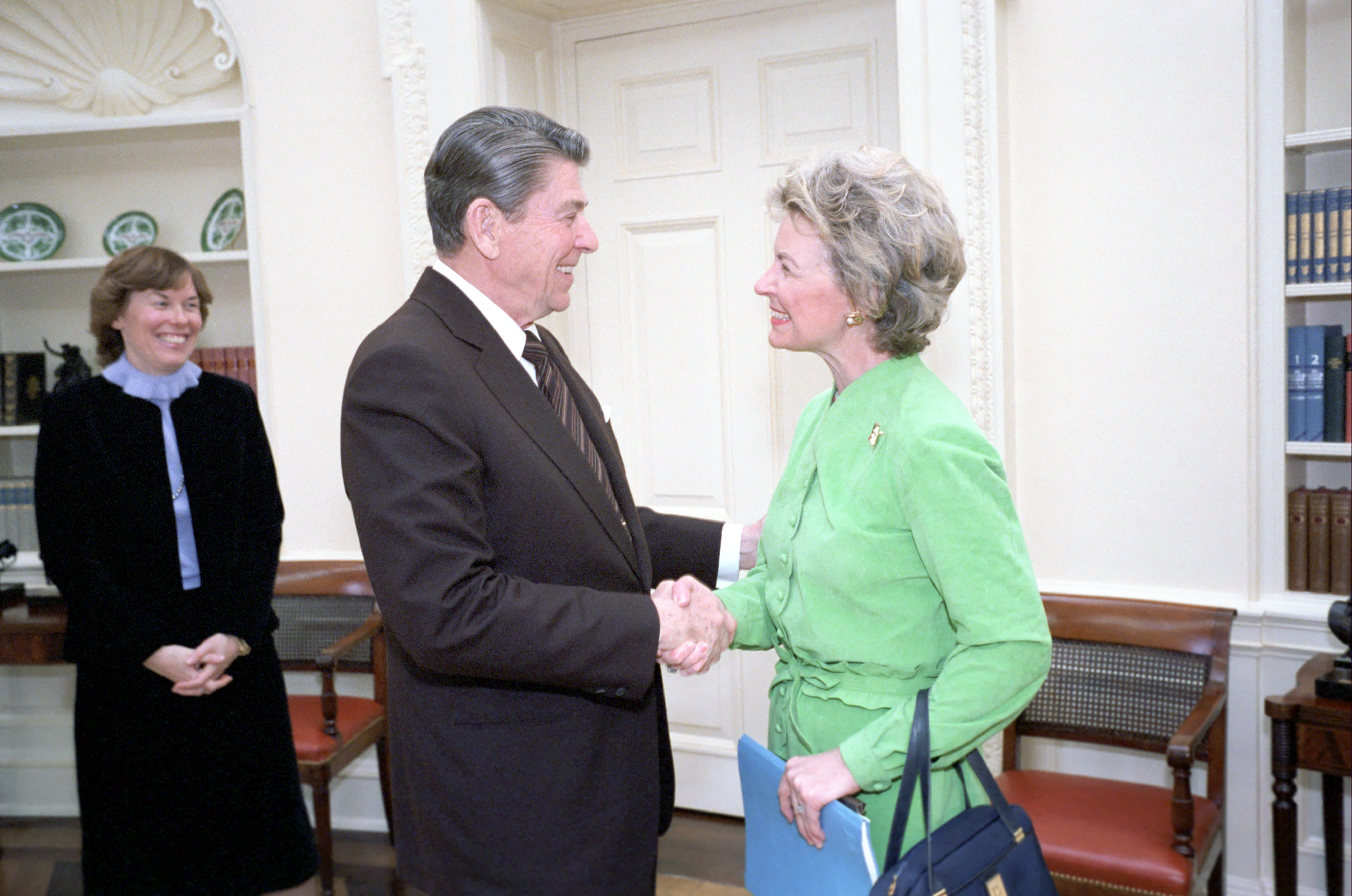
Phyllis Schlafly et le président Ronald Reagan.

Dans les années 1970, elle parvint à empêcher la ratification d’un amendement constitutionnel qui devait garantir l’égalité des sexes, l’Equal Rights Amendment. À cette fin, elle fonde en 1972 le mouvement STOP ERA. Elle devient alors une figure de proue de l'antiféminisme américain. Ce succès annonce la victoire du candidat républicain Ronald Reagan en 1980, le Parti républicain opérant, sous l'influence de Phyllis Schlafly et de la droite chrétienne, une mue : auparavant focalisé sur les questions économiques, il devient également le parti du conservatisme moral. Sa rhétorique autour de la moralité et de la famille se retrouve également au début du XXIe siècle chez les égéries féminines du Tea Party comme Sarah Palin, plate-forme proche mais distincte du Parti républicain, où les femmes conservatrices avaient, comme au temps du mouvement de Phyllis Schlafly, plus de marges de manœuvre pour militer qu'au sein du parti. Cette dernière n'a en effet jamais occupé de fonctions officielles dans le parti et n'a jamais réussi à se faire élire.
Phyllis Schlafly s'est investie dans plusieurs campagnes présidentielles pour soutenir plusieurs candidats ultra-religieux. Ainsi, en 2012, elle apporte son soutien lors des primaires républicaines à Rick Santorum, candidat très conservateur, opposant à l'avortement et adepte de la théorie de « l'intelligent design » qui nie la théorie de l'évolution. En 2016, elle prend position en faveur de Donald Trump, à qui elle consacre un ouvrage, The Conservative Case for Donald Trump, paru un jour après sa mort.

### Vie privée
Elle est mariée avec Fred Schlafly, avocat républicain de l'Illinois ; le couple a six enfants, quatre fils et deux filles. Fred Schlafly préside en 1974-1975 la Ligue anticommuniste mondiale, en anglais World Anti-Communist League (WACL).
Phyllis Schlafly meurt en septembre 2016 dans sa résidence de Saint Louis à l'âge de 92 ans. Après les funérailles, elle est inhumée au Calvary Cemetery (St. Louis) (en),,,.

## Dans la culture populaire
Son rôle est joué par Cate Blanchett dans la série Mrs. America (2020). Elle apparaît comme « un nœud de contradictions que seule sa raideur idéologique empêche de se défaire », dans le contexte de la campagne présidentielle de 1972.

## Œuvres

### Essais
- (en-US) A Choice Not An Echo, Pere Marquette Press, 1964, 121 p. (ISBN 9780686114864),
- (en-US) Phyllis Schlafly & Chester Ward, The Gravediggers, Pere Marquette Press, 1er octobre 1964, 126 p. (ISBN 9780934640039),
- (en-US) Phyllis Schlafly & Chester Ward, Strike from Space, Pere Marquet Press, 1965, 216 p. (ISBN 9788075076342),
- (en-US) Safe Not Sorry, Pere Marquette Press, 1er juin 1967, 189 p. (ISBN 9780934640060),
- (en-US) Mindszenty the Man, Cardinal Mindszenty Foundation, 1972, 240 p. (OCLC 1015024380),
- (en-US) Kissinger on the Couch, Arlington House Publishers, 1er janvier 1975, 846 p. (ISBN 9780870002168),
- (en-US) Phyllis Schlafly & Chester Charles Ward, Ambush at Vladivostok, Pere Marquette Press, 1er décembre 1976, 158 p. (ISBN 9780934640008),
- (en-US) The Power of the Positive Woman, Jove, 1 juillet 1977, rééd. 1978, 255 p. (ISBN 9780515045246),
- (en-US) Equal Pay for Unequal Work, Washington (district de Columbia), Eagle Forum Education & Legal Defense Fund., 1984, 269 p. (OCLC 10941795),
- (en-US) Phyllis Schlafly (dir.), Child Abuse in the Classroom, Crossway Books, 1er janvier 1984, rééd. 1985, 445 p. (ISBN 9780891073659),
- (en-US) Pornography's Victims, Pere Marquette Press, 1er novembre 1987, 282 p. (ISBN 9780934640084),
- (en-US) Phyllis Schlafly (dir.), Who Will Rock the Cradle?, Thomas Nelson, 4 mars 1990, 300 p. (ISBN 9780849931987),
- (en-US) First Reader, Pere Marquette Press, 1er janvier 1994, 182 p. (ISBN 9780934640244),
- (en-US) Turbo Reader, Pere Marquette Press, 2001, 179 p. (ISBN 9780934640169),
- (en-US) Feminist Fantasies, Spence Publishing Company, 5 février 2003, 262 p. (ISBN 9781890626464),
- (en-US) The Supremacists: The Tyranny of Judges and How to Stop It, Spence Publishing Company, 28 juillet 2004, rééd. 14 décembre 2006, 244 p. (ISBN 9781890626655),
- (en-US) Phyllis Schlafly &  Suzanne Venker, The Flipside of Feminism: What Conservative Women Know—and Men Can't Say, WND Book, 1er mars 2011, 226 p. (ISBN 9781935071273),
- (en-US) Phyllis Schlafly & George Neumayr, No Higher Power, Regnery Publishing, juillet 2012, 217 p. (ISBN 9781621570127),
- (en-US) Who Killed the American Family?, WND Books, 23 septembre 2014, 288 p. (ISBN 9781938067525),
- (en-US) How the Republican Party Became Pro-Life, Dunrobin Publishing, 8 avril 2016, 140 p. (ISBN 9780988461390),
- (en-US) Phyllis Schlafly, Ed Martin & Brett M. Decker, The Conservative Case for Trump, Regnery Publishing, 6 septembre 2016, 272 p. (ISBN 9781621576280),

### Compilations et anthologies de l’œuvre de Phyllis Schlafly
- (en-US) Phyllis Schlafly Speaks, Volume 1: Her Favorite Speeches, Skellig America, 25 décembre 2016, 304 p. (ISBN 9780998400006),
- (en-US) Martin Ed (dir.), Phyllis Schlafly Speaks, Volume 2: On Donald Trump, Skellig America, 20 janvier 2017, 144 p. (ISBN 9780998400013),
- (en-US) Martin Ed (dir.), Phyllis Schlafly Speaks, Volume 3: How the Republican Party Became Pro-Life, Skellig America, 1er mars 2018, 140 p. (ISBN 9780998400082),
- (en-US) Ed Martin (dir.), Phyllis Schlafly Speaks, Volume 4: Patents and Invention, Skellig America, 1er mai 2018, 226 p. (ISBN 9780998400099),

## Pour approfondir

### Articles dans des encyclopédies et manuels de références
- (en-US) Peter N. Carroll, Famous in America: The Passion to Succeed: Jane Fonda, George Wallace, Phyllis Schafly, John Glenn, New York, Dutton Books, 15 janvier 1986, 340 p. (ISBN 9780525243632, lire en ligne), p. 49-66 ; 119-131 ; 189-202,
- (en-US) Paula K Byers (dir.), Encyclopedia of World Biography, Volume 14, Detroit, Gale Research, 2 décembre 1998, 516 p. (ISBN 9780787625542, lire en ligne), p. 9-10,
- (en-US) Clare Boothe, Great American Conservative Women, Herndon, Virginie, Clare Booluce Policy Institute, 1er janvier 2002, 279 p. (ISBN 9780972139908, lire en ligne), p. 219-227,

### Essais
- (en-US) Carol Felsenthal, The Sweetheart of the Silent Majority: The Biography of Phyllis Schlafly, Garden City, New York, Doubleday Books, 1er janvier 1981, 390 p. (ISBN 9780385149129, lire en ligne),
- (en-US) Donald T. Critchlow, Phyllis Schlafly and Grassroots Conservatism: A Woman's Crusade, Princeton University Press, 22 août 2005, 448 p. (ISBN 9780691070025),

### Articles
- (en-US) Susan E. Marshall, « Ladies against Women: Mobilization Dilemmas of Antifeminist Movements », Social Problems, Vol. 32, No. 4,‎ avril 1985, p. 348-362 (15 pages) (lire en ligne),
- (en-US) David E. Kyvig, « Historical Misunderstandings and the Defeat of the Equal Rights Amendment », The Public Historian, Vol. 18, No. 1,‎ hiver 1996, p. 45-63 (19 pages) (lire en ligne),
- (en-US) Eric C. Miller, « Phyllis Schlafly’s “Positive” Freedom: Liberty, Liberation, and the Equal Rights Amendment », Rhetoric and Public Affairs, Vol. 18, No. 2,‎ été 2015, p. 277-300 (24 pages) (lire en ligne),
- (en-US) Livia Gershon, « Phyllis Schlafly and the Meaning of Antifeminism », Jstor Daily,‎ 13 septembre 2016 (lire en ligne),